# Euphyes arpa
Euphyes arpa е вид насекомо от семейство Hesperiidae. Видът е световно застрашен, със статут Уязвим.